# Kràssavka (Tula)
|  | Per a altres significats, vegeu «Kràssavka». |

Kràssavka (en rus: Красавка) és un poble de l'óblast de Tula, a Rússia, segons el cens del 2010 tenia 148 habitants.